# Luke Sutherland

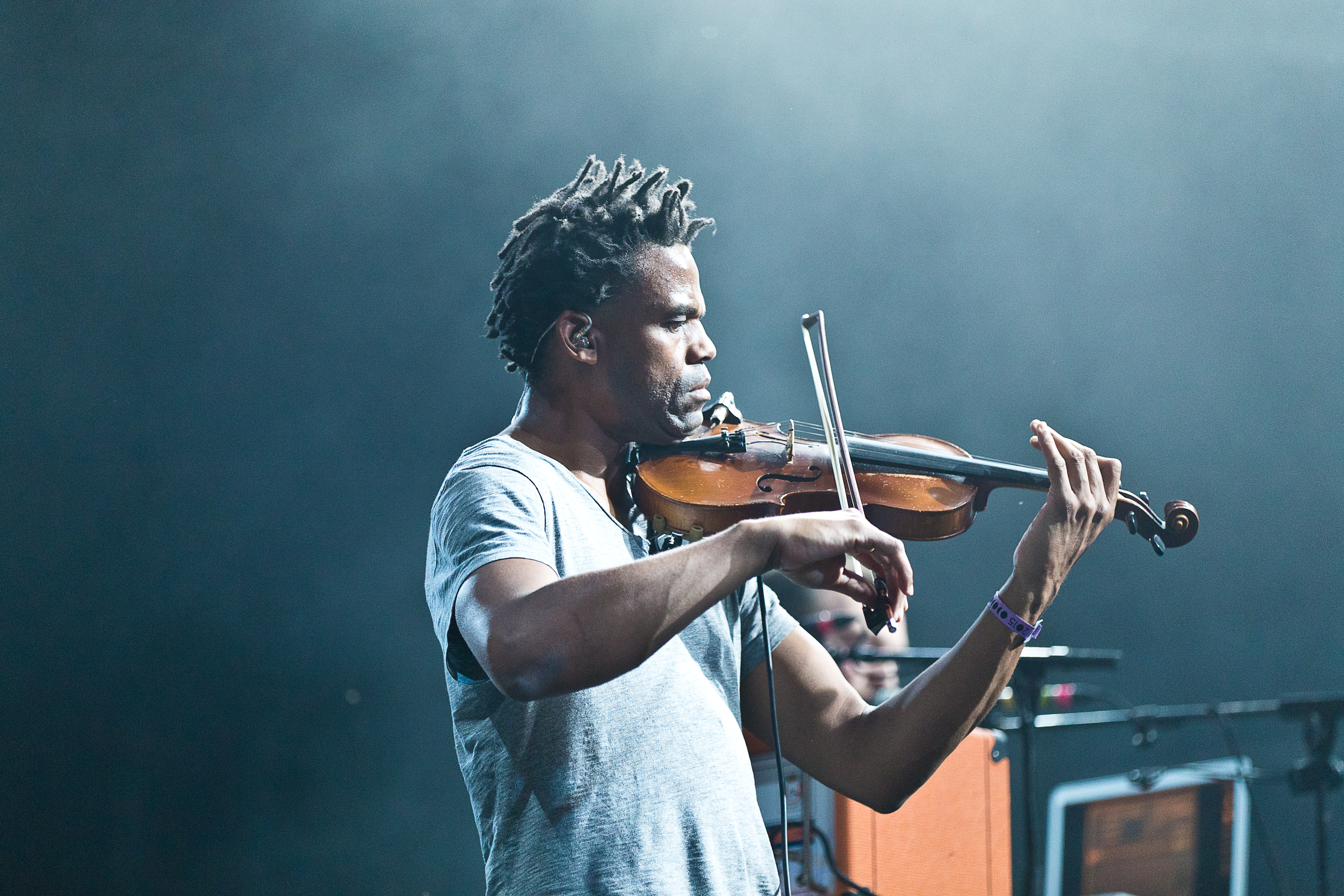
Luke Sutherland

Luke Sutherland (* 1971 in London) ist ein, in England geborener, schottischer Autor und Musiker.

## Biografie
Sutherland wurde in Orkney und Blairgowrie, Perth and Kinross von seinen schottischen Adoptiveltern, die 1876 von Lincolnshire nach Schottland gezogen sind, großgezogen. Er besuchte die Glasgow University, wo er Englisch Schauspielkunst studierte. Er ist ein Musiker und Songwriter und war ein Gründungsmitglied der Band Long Fin Killie, mit denen er drei Alben veröffentlichte. Anschließend gründete er die Band Bows, die zwei Alben veröffentlichte. Als Mitglied der Band Mogwai spielte er Violine und begleitete sie auf mehrere Touren. Music A.M, Jomi Massage und We Can Love You sind seine momentanen Musikprojekte.
Sutherlands Debütroman, Jelly Roll, wurde 1998 für den Whitbread Prize nominiert, in der Kategorie „erster Roman“. Seine Novelle Venus As A Boy (2004) berichtet umfassend Sutherlands eigene Kindheit auf den Orkney Islands, wo er der einzige schottische Afrikaner war.

## Bibliographie
- Jelly Roll, Anchor (1998)
- Sweetmeat, Anchor (2002)
- Venus as a Boy, Bloomsbury (2004)